# Saison 5 d'Esprits criminels
Chronologie
Saison 4 Saison 6
Cet article présente les vingt-trois épisodes de la cinquième saison de la série télévisée américaine Esprits criminels (Criminal Minds).

## Distribution

### Acteurs principaux
- Thomas Gibson (VF : Julien Kramer) : agent spécial superviseur Aaron « Hotch » Hotchner, chef d'équipe
- Joe Mantegna (VF : Hervé Jolly) : agent spécial David Rossi
- Shemar Moore (VF : David Krüger) : agent spécial Derek Morgan
- Matthew Gray Gubler (VF : Taric Mehani) : agent spécial Dr Spencer Reid
- Paget Brewster (VF : Marie Zidi) : agent spéciale Emily Prentiss
- Andrea Joy Cook (VF : Véronique Picciotto) : agent spéciale de liaison avec les médias Jennifer « J. J. » Jareau
- Kirsten Vangsness (VF : Laëtitia Lefebvre) : Penelope Garcia, technicienne

### Acteurs récurrents
- Jayne Atkinson (VF : Josiane Pinson) : Chef de Section Erin Strauss, supérieure hiérarchique de Hotchner
- Josh Stewart (VF : Thierry Wermuth) : William LaMontagne Jr. (épisodes 9 et 10)
- Nicholas Brendon (VF : Mark Lesser) : Kevin Lynch
- Brian Appel : Agent Anderson
- Gonzalo Menendez : Josh Kramer
- Meredith Monroe (VF : Barbara Delsol) : Haley Hotchner

### Invités
- D. B. Sweeney (VF : Christian Peythieu) : U. S. Marshal Sam Kassmeyer[1] (épisodes 1, 3 et 9)
- C. Thomas Howell (VF : Philippe Dumond) : George Foyet, l'Éventreur (épisodes 1 et 9)
- Gavin Rossdale (VF : Adrien Antoine) : Dante / Paul Davies[2] (épisode 7)
- Eddie Jemison (VF : Christophe Lemoine) : Ray Campion (épisode 7)
- Ian Anthony Dale (VF : Cédric Dumond) : le lieutenant Owen Kim (épisode 7)
- Inbar Lavi (VF : Nathalie Karsenti) : Gina King (épisode 7)
- Rena Sofer (VF : Sybille Tureau) : Erika Silverman (épisode 10)
- Wes Brown (VF : Mathias Kozlowski) : Joe Belser (épisode 10)
- Khary Payton (VF : Daniel Lobé) : inspecteur Landon Kaminski (épisode 10)
- Lee Tergesen (VF : José Luccioni) : Dale Shrader (épisode 11)
- Tim Guinee (VF : Serge Faliu) : Joe Muller (épisode 11)
- A Martinez (VF : Michel Bedetti) : Bunting (épisode 11)
- Gabrielle Carteris : Nancy Campbell (épisode 17)
- Jason Wiles : Unsub Sheppard (épisode 18)
- Eric Close (VF : Guillaume Lebon) : Matt Spicer (épisode 23)
- Robert Davi : Eric Kurzbard (épisode 23)
- Tim Curry (VF : Jean-Claude Sachot) : Billy Flynn / le Prince des ténèbres (épisode 23)
Acteurs de la série dérivée, Criminal Minds: Suspect Behavior, permettant d'introduire l'équipe de cette série (épisode 18)
- Forest Whitaker (VF : Emmanuel Jacomy) : chef d'unité, agent spécial Sam Cooper (en)
- Matt Ryan (VF : Axel Kiener) : agent spécial Mick Rawson
- Michael Kelly (VF : Marc Saez) : agent spécial Jonathan Simms
- Beau Garrett (VF : Charlotte Marin) : agent spécial Gina LaSalle
- Janeane Garofalo (VF : Sophie Riffont) : agent spécial Beth Griffith

## Production
La cinquième saison, est composée de 23 épisodes et est diffusée du 23 septembre 2009 au 26 mai 2010 sur CBS.
En France, la série est diffusée du 22 février 2010 au 30 mars 2011 sur TF1.
Le dix-huitième épisode de la série, permet d'introduire les nouveaux personnages de la première série dérivée d'Esprits Criminels, Criminal Minds: Suspect Behavior.
Le neuvième épisode de la saison, marque le centième épisode de la série.

## Liste des épisodes

### Épisode 1:Sans nom et sans visage (3epartie)
- États-Unis /  Canada : 23 septembre 2009 sur CBS / CTV
- Belgique : 15 février 2010 sur RTL-TVI
- Suisse : 24 mars 2010 sur TSR1
- France : 5 mai 2010 sur TF1
- Québec : 9 janvier 2012 sur AddikTV

- États-Unis : 15,84 millions de téléspectateurs[4] (première diffusion)
- Canada : 2,965 millions de téléspectateurs[5] (première diffusion)
- France : 7,8 millions de téléspectateurs[réf. souhaitée] (première diffusion)

- John Eddins (Detective Walker)
- Christopher Cousins (Dr Barton)
- Paul Butcher (Jeffrey Barton)
- Kelly Lloyd (Principal Sheila Findlay)
- Michael Adler (Patrick Meyers)
- Laura Niemi (Dr Zwerling)
- C. Thomas Howell (The Reaper/George Foyet)
- Gary P. Stein, Jr. (SWAT Commander)
- Meredith Monroe (Haley Hotchner)
- Cade Owens (Jack Hotchner)
- D. B. Sweeney (US Marshall)
- Norma Hans (Grieving Mother)

- D'introduction : « Le faible a des doutes avant de prendre une décision, le fort les a après. » de Karl Kraus.

### Épisode 2:Hanté
- États-Unis /  Canada : 30 septembre 2009 sur CBS / CTV
- Belgique : 15 février 2010 sur RTL-TVI
- Suisse : 24 mars 2010 sur TSR1
- France : 5 mai 2010 sur TF1
- Québec : 16 janvier 2012 sur AddikTV

- États-Unis : 14,24 millions de téléspectateurs (première diffusion)
- Canada : 2,597 millions de téléspectateurs[6] (première diffusion)

- Sean Patrick Flanery (Darrin Call)
- Glenn Morshower (Lt. Kevin Mitchell)
- Benjamin Stockham (Young Call)
- Sabrina Hall (Pharmacist)
- Suzanne Deyo (Local Reporter)
- Bjorn Johnson (Dr Cipolla)
- Chris Ufland (Patient)
- Bridger Zadina (Young Tommy)
- Monifa Days (Woman)
- Zayne Emory (Ryan)
- Michael Bowen (Tommy Anderson)
- Don Creech (Bill Jarvis)

- D'introduction : « Pour être hanté, nul besoin de chambre, nul besoin de maison. Le cerveau regorge de corridors plus tortueux les uns que les autres. » d'Emily Dickinson.
- De conclusion : « Il n'y a pas de témoin plus redoutable, pas d'accusateur plus implacable que la conscience qui sommeille en chaque homme. » de Polybe.

### Épisode 3:Justice armée
- États-Unis /  Canada : 7 octobre 2009 sur CBS / CTV
- Belgique : 23 février 2010 sur RTL-TVI
- Suisse : 31 mars 2010 sur TSR1
- France : 5 mai 2010 sur TF1
- Québec : 23 janvier 2012 sur AddikTV

- États-Unis : 14,05 millions de téléspectateurs[7] (première diffusion)
- Canada : 2,804 millions de téléspectateurs[8] (première diffusion)

- Cynthia Watros (Heather Vanderwaal)
- D. B. Sweeney (US Marshall Kassmeyer)
- Cade Owens (Jack Hotchner)
- Lawrence Pressman (Judge Schuller)
- Vincent Guastaferro (Det. Gil Hardesty)
- Dale Waddington Horowitz (Medical Examiner)
- William Sadler (Ray Finnigan)
- Glenn Keogh (Sean)
- Hannah Brylowe (Allison Sandweiss)
- Cliff Weissman (Drew Sandweiss)
- Leith Burke (Jerry Sorum)

- D'introduction : « La justice sans la force est impuissante. La force sans la justice est tyrannique. » de Blaise Pascal, extrait des Pensées.
- De conclusion : « J'ai toujours pensé que le pardon portait de meilleurs fruits que la stricte justice. » d'Abraham Lincoln.

### Épisode 4:La Meute
- États-Unis /  Canada : 14 octobre 2009 sur CBS / CTV
- France : 22 février 2010 sur TF1
- Belgique : 2 mars 2010 sur RTL-TVI
- Suisse : 31 mars 2010 sur TSR1
- Québec : 30 janvier 2012 sur AddikTV

- États-Unis : 13,92 millions de téléspectateurs[9] (première diffusion)
- Canada : 2,943 millions de téléspectateurs[10] (première diffusion)

- Salli Richardson-Whitfield (Tamara Barnes)
- Wade Williams (détective Andrews)
- Clayne Crawford (Vincent)
- Travis Aaron Wade (Turner)
- Blake Shields (Baker)
- David Beatty (Scott)
- Jeronimo Spinx (William)
- Rahvaunia (Nicole)
- GiGi Hessamian (Samantha)
- Tom Connolly (Foreman)
- Stacy Jorgensen (Lynn)
- Bernie Hourihan (Mike)
- Suzanne Voss (Catherine)
- Peggy Blow (Patricia)
- Nellie Barnett (Jessica)
- Nate Witty (Doug)
- Julianne Buescher (Meg)
- Robert F. Lyons (Bartender)
- Jo D. Jonz (Dan Osborne)
- Sharon Brathwaite-Sanders (Karen Osborne)
- Keith Chandler (Uniform Cop)

- D'introduction : « La violence ne conduit à aucun espoir durable, ce n'est que le répit temporaire d'un déclin permanent. » de Kingman Brewster Junior (en).
- De conclusion : « Ces violents plaisirs ont une fin violente. » de William Shakespeare, extrait de Roméo et Juliette.

### Épisode 5:Du berceau à la tombe
- États-Unis /  Canada : 21 octobre 2009 sur CBS / CTV
- Belgique : 2 mars 2010 sur RTL-TVI
- Suisse : 7 avril 2010 sur TSR1
- France : 11 novembre 2010 sur TF1[11],[12]
- Québec : 6 février 2012 sur AddikTV

- États-Unis : 14,27 millions de téléspectateurs[13] (première diffusion)
- Canada : 2,861 millions de téléspectateurs[14] (première diffusion)

- Hallee Hirsh (Carol)
- Jayne Atkinson (Erin Strauss)
- Erik Sundquist (Unsub)
- Liz Burnette (Maria Ortiz)
- Max Gail (Conrad Winmar)
- Diana Scarwid (Jane Winmar)
- Van Epperson (Medical Examiner)
- Mae Whitman (Julie)
- Simon Sorrells (Young Man)
- Frieda Jane (Unsub's Wife)
- Spence Kramber (ND Detective)
- Jonathan Nail (Dr Marvin Saul)
- Lyn Alicia Henderson (Dr Kathleen Dekeyser)
- Riley Thomas Stewart (Michael)
- Lauren Skirvin (Kristie)
- Mark Berry (SWAT Commander)

- D'introduction : « On ne peut réellement comprendre la nature humaine que si l'on comprend pourquoi un enfant sur un manège agite la main à chaque tour, et pourquoi à chaque fois, ses parents lui répondent. » de William D. Tammeus.

### Épisode 6:Les Miroirs de l'âme
- États-Unis /  Canada : 4 novembre 2009 sur CBS / CTV
- Belgique : 9 mars 2010 sur RTL-TVI
- Suisse : 7 avril 2010 sur TSR1
- France : 11 novembre 2010 sur TF1[12]
- Québec : 13 février 2012 sur AddikTV

- États-Unis : 12,55 millions de téléspectateurs[15] (première diffusion)
- Canada : 2,762 millions de téléspectateurs[16] (première diffusion)

- Salli Richardson-Whitfield (Tamara Barnes)
- Jayne Atkinson (Erin Strauss)
- Todd Giebenhain (Earl)
- James McCauley (Lt. Brantley)
- Jennifer Del Rosario (Bina Sukarto)
- Jen Lilley (Megan)
- Samantha Cutaran (Lani Sukarto)
- Anzu Lawson (Dr Ruiz)
- Jessie Graff (Tracy)
- Marco Aiello (Herbert Mullin)
- G.O. Parsons (Wes)
- Amanda Jaros (Sandy)
- Cheryl Dooley (Luann)
- Vanessa Vander Pluym (Jaime)
- Chuck Kelley (John O'Heron)
- Alice Lin (Elsie)

- D'introduction : « Si ton œil droit est pour toi une occasion de chute, arrache-le et jette-le loin de toi. » dans l'Évangile selon Matthieu, chapitre 5, verset 29.
- De conclusion : « Repose en paix dans ton enveloppe charnelle, et le messager de la mort ne pourra pas t'atteindre. » de Guru Nanak.

### Épisode 7:L'Artiste
- États-Unis /  Canada : 11 novembre 2009 sur CBS / CTV
- Belgique : 9 mars 2010 sur RTL-TVI
- Suisse : 14 avril 2010 sur TSR1
- France : 12 mai 2010 sur TF1
- Québec : 20 février 2012 sur AddikTV

- États-Unis : 12,77 millions de téléspectateurs[17] (première diffusion)
- Canada : 2,715 millions de téléspectateurs[18] (première diffusion)
- France : 8 millions de téléspectateurs[réf. souhaitée] (première diffusion)

- Gavin Rossdale (Dante/Paul Davies)
- Jordan David (Edwin)
- Inbar Lavi (Gina King)
- Tonya Kay (Tara)
- Lenny von Dohlen (Record Exec #1)
- Eddie Jemison (Ray Campion)
- Ian Anthony Dale (Det. Owen Kim)
- Justin Grace (Mundy)
- Netta Most (Erin)
- Eric Edwards (Dr Gillespy)
- Ashleigh Sumner (Marcia Masters)
- Elizabeth Chambers (elle-même)

- D'introduction : « Dans toutes les pages les plus sombres du surnaturel maléfique, il n'est pas de tradition plus terrible que celle du vampire : un paria, même parmi les démons. » de Montague Summers.
- De conclusion : « Mieux vaut écrire pour soi et de ne pas avoir de public plutôt qu'avoir un public et ne plus être soi-même. » de Cyril Connolly.

### Épisode 8:Manipulation
- États-Unis /  Canada : 18 novembre 2009 sur CBS / CTV
- Belgique : 16 mars 2010 sur RTL-TVI
- Suisse : 14 avril 2010 sur TSR1
- France : 12 mai 2010 sur TF1
- Québec : 27 février 2012 sur AddikTV

- États-Unis : 13,7 millions de téléspectateurs[19] (première diffusion)
- Canada : 2,69 millions de téléspectateurs[20] (première diffusion)
- France : 6,9 millions de téléspectateurs[réf. souhaitée] (première diffusion)

- Andrea Thompson (Det. Anne Hudson)
- Neal Jones (Karl Arnold (The Fox))
- Kristina Klebe (Miranda)
- Jim Fallon (lui-même)
- Savannah Lathem (Lucy Downey)
- Hope Levy (Laura Downey)
- Joshua Rush (Ronny Downey)
- Sam Cohen (Paul Downey)
- Marissa Armijo (Marissa)
- Neill Barry (Captain Joseph Downey)
- Noah James Butler (Guard)
- Lorin McCraley (Garrett Pain)
- Sydney Sweeney (Dani Forester)
- Maria McCann (Samantha Forester)
- Dylan Matzke (Nick Forester)
- Kimberly Crandall (Jane Young)
- Dominique Grund (Stacy Young)
- Joseph Marsh (Billy Young)

- D'introduction : « L'homme évite habituellement d'accorder de l'intelligence à autrui, sauf quand par hasard il s'agit d'un ennemi. » d'Albert Einstein.

### Épisode 9:Le Piège
- États-Unis /  Canada : 25 novembre 2009 sur CBS / CTV
- Belgique : 16 mars 2010 sur RTL-TVI
- Suisse : 21 avril 2010 sur TSR1
- France : 19 mai 2010 sur TF1
- Québec : 5 mars 2012 sur AddikTV

- États-Unis : 13,61 millions de téléspectateurs (première diffusion)
- Canada : 2,7 millions de téléspectateurs[22] (première diffusion)

- Jayne Atkinson (Erin Strauss)
- Meredith Monroe (Haley Hotchner)
- Josh Stewart (Det.. William LaMontagne Jr.)
- Nicholas Brendon (Kevin Lynch)
- C. Thomas Howell (George Foyet/The Reaper)
- D. B. Sweeney (US Marshall Kassmeyer)
- Ariana Thomas (Pharmacist)
- Brian Appel (Agent Anderson)
- Zokai Holmes (Super)
- Kim Swennen (Medic #1)
- Ty Vincent (Medic #2)
- Cade Owens (Jack Hotchner)
- Max Goudsmit (Young EMT)
- Gina Garcia Sharp (Evidence Tech Gina)
- Glenn Clarke (Panel Member #1)

- D'introduction : « Que celui qui combat les monstres prenne garde dans sa guerre à ne pas devenir un monstre lui-même. À force de plonger trop longtemps votre regard dans l'abîme, c'est l'abîme qui entre en vous. » de Friedrich Nietzsche.
- De conclusion : « Ce qu'il y a de meilleur en nous est lié à l'amour que nous portons à la famille, car cela montre la mesure de stabilité qui est elle-même à la mesure de notre loyauté. » de Haniel Long (en).

- Il s'agit du 100e épisode de la série.
- « Bo Crese » est un acronyme créé à cette occasion et formé à partir de la première initiale du prénom de chaque membre de l'équipe d'écriture qui a participé à cet épisode (chacun d'eux en ayant écrit une section) :

— Breen Frazier
— Oanh Ly
— Chris Mundy
— Rick Dunkle
— Erica Messer
— Simon Mirren
— Edward Allen Bernero

### Épisode 10:Séquestration
- États-Unis /  Canada : 9 décembre 2009 sur CBS / CTV
- Belgique : 23 mars 2010 sur RTL-TVI
- Suisse : 21 avril 2010 sur TSR1
- France : 19 mai 2010 sur TF1
- Québec : 12 mars 2012 sur AddikTV

- États-Unis : 14,43 millions de téléspectateurs[23] (première diffusion)
- Canada : 2,278 millions de téléspectateurs[24] (première diffusion)

- Rena Sofer (Erika Silverman)
- Jayne Atkinson (Erin Strauss)
- Josh Stewart (Det. William LaMontagne Jr.)
- Nicholas Brendon (Kevin Lynch)
- Meredith Monroe (Haley Hotchner)
- Khary Payton (Det. Kaminski)
- Molly Baker (Jessica Brooks)
- Wes Brown (Joe Belser)
- Brian Appel (Agent Anderson)
- Joe Allen Price (Minister)
- Jonathan Nail (Coroner)
- Cade Owens (Jack Hotchner)
- James Lowe (Grant Franklin)
- Gina Garcia Sharp (Evidence Tech Gina)
- Elizabeth Harmon (Park Supervisor)
- Patty Malcolm (Ann Herron)
- Frederick D. Tucker (Valet Manager)
- Dré Michael Chaney (Club Manager)

- D'introduction :
  - « C'est l'amour qui fait tourner le monde. » de William S. Gilbert.
  - « Notre amour c'est notre maison, nos pieds peuvent la quitter, mais nos cœurs jamais. » d'Oliver Wendell Holmes.
- De conclusion : « Ce qui se trouve derrière ou devant nous n'a que peu d'importance comparé à ce que nous avons en nous. » de Ralph Waldo Emerson.

### Épisode 11:Le Bon et le Méchant
- États-Unis : 16 décembre 2009 sur CBS
- Canada : 17 décembre 2009 sur CTV
- Belgique : 23 mars 2010 sur RTL-TVI
- Suisse : 28 avril 2010 sur TSR1
- France : 2 juin 2010 sur TF1
- Québec : 19 mars 2012 sur AddikTV

- États-Unis : 14,68 millions de téléspectateurs (première diffusion)
- Canada : 1,367 million de téléspectateurs[25] (première diffusion)

- Lee Tergesen (Dale Shrader)
- A. Martinez (Bunting)
- Tim Guinee (Joe Muller)
- Jordan Van Vranken (Jenny Shrader)
- Angela Pierce (Connie Shrader)
- Monroe Makowsky (Dan Otey)
- Leslie Stevens (Karen Otey)
- Reamy Hall (Molly Muller)
- Griffin Cleveland (Son)
- Jan Hoag (Betts)
- Sarah Flannery (Stacey Ryan)
- Caleb Mayo (Junkie)
- Darr Gregor Davis (Jason Otey)

- D'introduction : « Les hommes sont plus enclins à rendre le mal que le bien, car la reconnaissance est un poids, alors que la vengeance est un plaisir. » de Tacite.
- De conclusion : « Il y a du sacré dans les larmes. Ce ne sont pas des signes de faiblesse, mais de force. Ce sont les messagers de l'incommensurable chagrin, et de l'indicible amour. » de Washington Irving.

### Épisode 12:Collection macabre
- États-Unis /  Canada : 13 janvier 2010 sur CBS / CTV
- Belgique : 30 mars 2010 sur RTL-TVI
- Suisse : 28 avril 2010 sur TSR1
- France : 12 mai 2010 sur TF1
- Québec : 26 mars 2012 sur AddikTV

- États-Unis : 13,9 millions de téléspectateurs[26] (première diffusion)
- Canada : 2,347 millions de téléspectateurs[27] (première diffusion)
- France : 7,8 millions de téléspectateurs[réf. souhaitée] (première diffusion)

- Jonathan Frakes (Dr Malcolm)
- Jeffrey Johnson (Detective Cotrone)
- Rosalie Ward (Bethany Wallace)
- Monique Patrice (Maxine Wynan)
- Megan Duffy (Cindy Amundson)
- Leonard Robinson (Joe)
- Andy Rolfes (Carousel Manager)
- Matthew Moy (Eric)
- Anna Moore (Mary Newsome)
- Dan Ernst (Bob Stuart)
- Valeri Ross (Linda Jackson)
- Tacey Adams (M.E.)
- Butch Klein (Marc)
- Joanne Casey (Phyllis)
- Gregory Marcel (Karl Wallace)
- Patrick O'Connor (Dr Finn)
- Christopher Boyer (Shop Manager)

- D'introduction : « Tout ce à quoi tu ne peux renoncer quand tu n'en a plus l'utilité, finit par te posséder. Et dans cette époque de matérialisme hystérique, nombreux sont ceux qui sont possédés par leurs possessions. » de Mildred Lisette Norman.
- De conclusion : « Dans la vie, contrairement aux échecs, la partie continue après échec et mat. » d'Isaac Asimov.

### Épisode 13:Jeux dangereux
- États-Unis /  Canada : 20 janvier 2010 sur CBS / CTV
- Suisse : 3 juin 2010 sur TSR1
- Belgique : 15 juin 2010 sur RTL-TVI
- France : Indéterminée sur TF1
- Québec : 2 avril 2012 sur AddikTV

- États-Unis : 14,91 millions de téléspectateurs[28] (première diffusion)
- Canada : 2,736 millions de téléspectateurs[29] (première diffusion)

- Rene Hamilton (Mrs. Krouse)
- Justin Prentice (Ryan Krouse)
- Amanda Leighton (Trish Leake)
- John Pyper-Ferguson (Wilson Summers)
- Lauren Letherer (Mrs. Leake)
- Michael Christopher Bolten (Christopher Summers)
- D. C. Douglas (Mr. Krouse)
- Christopher Weir (Mr. Leake)
- Clare Carey (Sheriff Samuels)
- Joe Jagatic (Deputy #1)
- Kim Irwin Dildine (Principal)
- Dalton O'Dell (Ted)
- Ellen Marlow (Lindsay)
- Samantha Grace McCullough (Classmate #1)
- Kayla Girling (Classmate #2)
- Skylar Nevolo (Classmate #3)

- D'introduction : « La vie est un jeu, joue le. La vie est trop précieuse, ne la détruit pas. » de Mère Teresa.
- De conclusion : « L'expérience est un professeur brutal, mais on apprend, mon Dieu comme on apprend ! » de C. S. Lewis.

### Épisode 14:Parasite
- États-Unis /  Canada : 3 février 2010 sur CBS / CTV
- Suisse : 5 mai 2010 sur TSR1
- Belgique : 25 mai 2010 sur RTL-TVI
- France : 2 juin 2010 sur TF1
- Québec : 9 avril 2012 sur AddikTV

- États-Unis : 14,75 millions de téléspectateurs[30] (première diffusion)
- Canada : 1,687 million de téléspectateurs[31] (première diffusion)

- David Eigenberg (Agent Russel Goldman)
- Annabeth Gish (Rebecca Hodges)
- Victor Webster (William Hodges/Hunter Portland/Grant Dale/Henry Muffet)
- Bryce Robinson (JD Hodges)
- Rebecca Staab (Lorraine Horton)
- Suzanne Quast (Carla Marshall)
- John Idakitis (Frank McKelson)
- Anna Marie Wood (Dina McKelson)
- Valerie Cruz (Brooke Sanchez)
- Mike Randleman (Stuart)
- Calvin Harrison (Agent Cal)

- D'introduction : « Si je suis ce que je possède, et que je perds tout ce que j'ai, qui suis-je ? » d'Erich Fromm.
- De conclusion : « Oh, quelle inextricable toile nous tissons, lorsque nous commençons à nous exercer au mensonge. » de Sir Walter Scott.

### Épisode 15:L'Ennemi public
- États-Unis /  Canada : 10 février 2010 sur CBS / CTV
- Suisse : 5 mai 2010 sur TSR1
- Belgique : 8 juin 2010 sur RTL-TVI
- France : 9 juin 2010 sur TF1
- Québec : 16 avril 2012 sur AddikTV

- États-Unis : 14,33 millions de téléspectateurs[32] (première diffusion)
- Canada : 2,15 millions de téléspectateurs[33] (première diffusion)
- France : 8,54 millions de téléspectateurs[réf. souhaitée] (première diffusion)

- Sprague Grayden (Meg Collins)
- David Lee Landry (Paul Collins)
- Anna Clark (Sophia Collins)
- Larry Clarke (Father Kendellen)
- Debra Leigh (Parishioner)
- Dwayne Standridge (Layperson #1)
- Curtis Fortier (Layperson #2)
- Nate Mooney (Connor O'Brien)
- Frank John Hughes (Detective Moreland)
- Leah Allers (Reporter #1)
- Rob Roy Cesar (Reporter #2)
- Sean Patrick Murphy (Officer Liddy)
- Brantley M. Dunaway (Officer Gardella)
- Natalie Brooke Edwards (Tara Kelly)
- Shane Zeranski (Looky-Lou)
- Jennifer M. Cortese (Library Mother)
- Ryan Kyler Bailey (Clerk)
- Timothy Brennen (Billy O'Brien)
- Randon Davitt (Young Connor)
- Dan Mailley (Salesman)

- D'introduction : « Montrez moi un héros, et je vous écrirai une tragédie. » de Francis Scott Fitzgerald.
- De conclusion : « Lorsqu'un père donne à son fils, les deux sont en joie. Lorsqu'un fils donne à son père, les deux sont en larmes. » de William Shakespeare.

### Épisode 16:Les Ogres
- États-Unis : 3 mars 2010 sur CBS
- Canada : 17 mars 2010 sur CTV[34]
- Suisse : 12 mai 2010 sur TSR1
- Belgique : 1er juin 2010 sur RTL-TVI
- France : 2 juin 2010 sur TF1
- Québec : 23 avril 2012 sur AddikTV

- États-Unis : 13 millions de téléspectateurs (première diffusion)
- Canada : 1,299 million de téléspectateurs[35] (première diffusion)
- France : 6,65 millions de téléspectateurs (première diffusion)

- Ann Cusack (Sarah Hillridge)
- Bud Cort (Roger Roycewood)
- Beth Grant (Anita Roycewood)
- Brooke Smith (Barbara Lynch)
- Toby Huss (Frank Lynch)
- Cameron Protzman (Aimee Lynch)
- Grace Savage (News Anchor)
- Austin Mincks (Stephen Shepherd)
- Evan Peters (Charlie Hillridge)
- Bunny Levine (Martha)
- Mark St. Amant (Jake Hillridge)
- David Youse (Mr. Shepherd)
- Debra Sullivan (Mrs. Shepherd)
- Katlin Mastandrea (Mae)
- Richard Clarke Larsen (Mr. Hayden)
- Alton Clemente (Deputy)

- D'introduction : « L'espoir est le pire des maux, car il prolonge la souffrance de l'homme. » de Friedrich Nietzsche.
- De conclusion : « L'espoir est une étrange chose à plumes qui se penche dans notre âme, chante des chansons sans paroles, et ne s'arrête jamais. » d'Emily Dickinson.

### Épisode 17:Le Roi solitaire
- États-Unis /  Canada : 10 mars 2010 sur CBS / CTV
- Suisse : 20 mai 2010 sur TSR1
- Belgique : 8 juin 2010 sur RTL-TVI
- France : 9 juin 2010 sur TF1
- Québec : 30 avril 2012 sur AddikTV

- États-Unis : 13,29 millions de téléspectateurs (première diffusion)
- Canada : 1,897 million de téléspectateurs[36] (première diffusion)

- Gabrielle Carteris (Nancy Campbell)
- Bradford Tatum (Truck Driver)
- Melissa Culverwell (Lynn Clemons)
- Morgan Lily (Jody Clemons)
- Kimberly Adair (Tanya Hill)
- Scarlett McAlister (Betty)
- Stuart G. Bennett (Sam)
- Ariana Savalas (Bobby Lainsford)
- Obba Babatundé (Sheriff Frank Sanders)
- Brynn Samms (Courtney Campbell)
- Hugo Armstrong (Manager)

- D'introduction : « Nous sommes tous condamnés à être prisonniers de notre enveloppe charnelle jusqu'au dernier jour. » de Tennessee Williams.
- De conclusion : « La famille est un refuge dans ce monde cruel. » de Christopher Lasch.

### Épisode 18:Intime conviction
- États-Unis /  Canada : 7 avril 2010 sur CBS / CTV
- Suisse : 27 mai 2010 sur TSR1
- Belgique : 15 juin 2010 sur RTL-TVI
- France : 7 novembre 2011 sur TF1[38]
- Québec : 7 mai 2012 sur AddikTV

- États-Unis : 12,7 millions de téléspectateurs[39] (première diffusion)
- Canada : 1,884 million de téléspectateurs[40] (première diffusion)

- Forest Whitaker (agent Sam Cooper (en))
- Matt Ryan (agent spécial Mick Rawson)
- Michael Kelly (agent spécial Jonathan Simms)
- Beau Garrett (agent spéciale Gina LaSalle)
- Mary Steenburgen (Director Beth Griffith)
- Jason Brooks (Bell)
- Jason Wiles (Ben McBride)
- Alexa Nikolas (Jane McBride)
- Lesley Fera (Leslie McBride)
- Kelvin Han Yee (Detective Ekler)
- Scott Allan Campbell (Detective Ganz)
- Felix Solis (Nelson G)
- Howard S. Miller (Coroner)
- Eric B. Gerleman (Suspect)

- D'introduction : « J'ai découvert un paradoxe. Si vous aimez jusqu'à la douleur, il n'y a plus de douleur, seulement plus d'amour. » de Mère Teresa.

### Épisode 19:Droit de passage
- États-Unis /  Canada : 14 avril 2010 sur CBS / CTV
- Belgique : 29 juin 2010 sur RTL-TVI
- Suisse : 17 novembre 2010 sur TSR1[42]
- France : 16 mars 2011 sur TF1[12]
- Québec : 14 mai 2012 sur AddikTV

- États-Unis : 12,44 millions de téléspectateurs[43] (première diffusion)
- Canada : 1,815 million de téléspectateurs[44] (première diffusion)
- France : 7,4 millions de téléspectateurs[réf. souhaitée] (première diffusion)

- Mike Doyle (Deputy Boyd)
- Joseph Lucero (Jose)
- Jaime Alvarez (Man)
- Marlene Forte (Sheriff Ruiz)
- Lyn Mahler (M.E.)
- Kurt Caceres (Omar)
- Eduardo Ambriz DeColosio (Coyote #1)
- Kristen Alaniz (Mother)
- Nathaniel Pena (Young Boy)
- Alex Quijano (Deputy Gentry)
- Casey Nelson (Deputy Gannon)
- Justin Huen (Richard)
- Elena Campbell-Martinez (Marion)
- Shannon McClung (Evidence Tech)
- Parvesh Cheena (en) (Father)

- D'introduction : « L'emploi du temps d'un lion est déterminé par son appétit. Lorsqu'il est rassasié, le prédateur et ses proies vivent paisiblement côte à côte. » de Chuck Jones.
- De conclusion : « De nombreuses personnes se font une fausse idée du bonheur : on ne l'atteint pas en satisfaisant ses désirs, mais en se vouant à un but louable. » d'Helen Keller.

### Épisode 20:Un millier de mots
- États-Unis /  Canada : 5 mai 2010 sur CBS / CTV
- Belgique : 29 juin 2010 sur RTL-TVI
- Suisse : 24 novembre 2010 sur TSR1[45]
- France : 23 mars 2011 sur TF1[12]
- Québec : 21 mai 2012 sur AddikTV

- États-Unis : 12,39 millions de téléspectateurs[46] (première diffusion)
- Canada : 1,52 million de téléspectateurs[47] (première diffusion)

- Greg Jennings (Tech Jennings)
- Dean Norris (Detective Barton)
- Jolene Andersen (Juliet)
- Holland Roden (Rebecca)
- Kimberly Van Luin (Police Dispatcher One)
- Dana Lyn Baron (Police Dispatcher Two)
- Tina Lifford (Nora)
- John Thaddeus (Unsub/Man)
- Fred Cross (Trooper Pasternak)
- David Stranbra (Trooper Creighton)
- Jason M. Roberts (Deliveryman)
- J.F. Pryor (Tommy)
- Reginald Mayo (Paramedic)

- D'introduction : « Un artiste sincère chercher à créer une chose qui est en elle-même une chose vivante. » de William Dobell.
- De conclusion : « J'ai vu des enfants braver et surmonter l'influence d'une hérédité malsaine. Cela tient à la pureté qui est un composé inhérent à l'âme humaine. » de Gandhi.

### Épisode 21:Le Chasseur
- États-Unis /  Canada : 12 mai 2010 sur CBS / CTV
- Belgique : 22 novembre 2010 sur RTL-TVI[48]
- Suisse : 1er décembre 2010 sur TSR1[49]
- France : 16 mars 2011 sur TF1[12]
- Québec : 28 mai 2012 sur AddikTV

- États-Unis : 13,07 millions de téléspectateurs[50] (première diffusion)
- Canada : 1,343 million de téléspectateurs[51] (première diffusion)
- France : 7,4 millions de téléspectateurs[réf. souhaitée] (première diffusion)

- Nicholas Brendon (Kevin Lynch)
- Kimberly Estrada (Brenda Bright)
- Robert Dolan (Keith Graves)
- Mark L. Young (Owen Porter)
- Scarlett McAlister (Deputy Susan Flack)
- Wings Hauser (Sheriff Rhodes)
- Steven Montfort (Craig Ramey)
- David Carpenter (Doc Johnson)
- Dale Dickey (Carol)
- Eric Ladin (Joshua)
- Pat Caldwell (Mrs. Brown)
- Karen Strassman (Martha Porter)
- Natasha Sims (Kat Allen)
- Peter Colburn (Mr. Porter)

- D'introduction : « La nature, derrière ses aspects éblouissants et ses phénomènes extraordinaires, n'est rien d'autre que le théâtre de la tragédie humaine. » de John Morley.
- De conclusion : « Il n'y a rien d'aussi fort que la douceur, et rien n'est aussi doux que la vraie force. » de Ralph Washington Sockman.

### Épisode 22:Traque sur internet
- États-Unis /  Canada : 19 mai 2010 sur CBS / CTV
- Belgique : 29 novembre 2010 sur RTL-TVI[48]
- Suisse : 8 décembre 2010 sur TSR1[52]
- France : 23 mars 2011 sur TF1[12]
- Québec : 4 juin 2012 sur AddikTV

- États-Unis : 13,25 millions de téléspectateurs (première diffusion)
- Canada : 1,702 million de téléspectateurs[53] (première diffusion)
- France : 9,1 millions de téléspectateurs (première diffusion)

- Jonathan Goldstein (Detective John Fordham)
- Reece Rios (Unsub)
- Ned Schmidtke (Austin Chapman)
- Karen Forest (Norma Renmar)
- Kathryn Michelle (Mary Ann)
- Tyler Jacob Moore (Brad)
- Peggy McClellan (Allison Kittredge)
- Justin Sintic (Texting Detective)
- Graham Clarke (Reporter)
- Stefanie McCall (Reporter #2)
- Katherine Conway (Dorris Archer)
- Matthew Rocheleau (Scott Weldon)
- Ian Vogt (David Caston)
- Deborah Puette (Louise Hightower)
- Sarah Lieving (Lucy Masters)
- Nate Donaldson (Faux Unsub)

- D'introduction : « L'unique problème de la communication, c'est l'illusion qu'elle entretient. » de George Bernard Shaw.
- De conclusion : « Internet est la première chose que l'homme a créée sans la comprendre, c'est la plus grande expérience en matière d'anarchie jamais réalisée. » d'Eric Schmidt.

### Épisode 23:Heures sombres (1repartie)
- États-Unis : 26 mai 2010 sur CBS
- Canada : 30 mai 2010 sur CTV
- Belgique : 29 novembre 2010 sur RTL-TVI[48]
- Suisse : 15 décembre 2010 sur TSR1[54]
- France : 30 mars 2011 sur TF1[12]
- Québec : 11 juin 2012 sur AddikTV

- États-Unis : 12,8 millions de téléspectateurs (première diffusion)
- Canada : 1,055 million de téléspectateurs[55] (première diffusion)
- France : 9,3 millions de téléspectateurs[réf. souhaitée] (première diffusion)

- Tim Curry (Billy Flynn, le Prince des ténèbres)
- Eric Close (détective Matt Spicer)
- Robert Davi (détective Eric Kurzbard)
- Kent Shocknek (Newsanchor Kent)
- Laura Diaz (Newsanchor Laura)
- Pat Harvey (Newsanchor Pat)
- Paul Magers (Newsanchor Paul)
- Linda Purl (Colleen Everson)
- Dar Dixon (Greg Everson)
- Tina Huang (Reporter)
- Maxim Knight (Carter)
- Caroline Kinsolving (Spicer's Mom)
- Austin Highsmith (Kristin)
- Isabella Murad (Ellie Spicer)
- Ricardo J. Chacon (Cordo)
- Emilee Annine (Annie)
- Mark Thompson (DJ Mark)
- Brian Phelps (DJ Brian)
- Jeanine Harrington (Carter's Aunt)

- D'introduction : « Et d'au-delà les ténèbres vint la main qui asservit la nature et modèle les hommes. » d'Alfred Tennyson.